# Kurt Herzberg
Kurt Herzberg (* 29. April 1896 in Berlin; † 15. November 1976 in Frankfurt am Main) war ein deutscher Hygieniker, Bakteriologe, Virologe und Hochschullehrer.

## Leben
Herzberg war der Sohn des geheimen Regierungsrates Wilhelm Herzberg und dessen Ehefrau Mathilde, geborene Röper. Er studierte nach der Reifeprüfung am Realgymnasium Steglitz ab 1914 Medizin an der Universität Berlin. Kriegsbedingt unterbrach er sein Studium 1917 und nahm als Sanitätssoldat und Feldunterarzt am Ersten Weltkrieg teil. Nach Kriegsende nahm er sein Studium wieder auf, ging 1919 kurzzeitig an die Universität Rostock und wurde 1920 in Berlin zum Dr. med. promoviert. Danach war er u. a. mehrere Jahre an der bakteriologischen Abteilung des Reichsgesundheitsamtes in Berlin-Dahlem als wissenschaftlicher Mitarbeiter tätig, wo er mit seinen virologischen Forschungen begann. Er war ab 1927 als Oberarzt unter Paul Manteufel am Hygiene-Institut der Medizinischen Akademie Düsseldorf tätig, wo er sich 1927 für Hygiene und Bakteriologie habilitierte und anschließend als Privatdozent beziehungsweise ab 1934 als außerordentlicher Professor für Hygiene wirkte.
Im Zuge der Machtübergabe an die Nationalsozialisten trat er 1933 der SA bei, wo er den Rang eines Sanitätsobersturmführers erreichte. Des Weiteren gehörte auch dem NS-Lehrerbund und dem NS-Ärztebund an. Er wechselte 1936 als außerordentlicher Professor an die Universität Greifswald und wurde dort nach kommissarischer Vertretung 1938 zum ordentlichen Professor für Hygiene und Direktor des Hygiene-Instituts ernannt.
Während des Zweiten Weltkrieges fungierte er zusätzlich als beratender Hygieniker der Wehrmacht.
Nach Kriegsende wirkte er weiterhin in Greifswald und folgte 1951 dem Ruf auf den Lehrstuhl für Hygiene an die Universität Marburg sowie 1956 auf den Lehrstuhl für Hygiene und Bakteriologie an die Universität Frankfurt am Main, wo er 1966 emeritiert wurde. Herzberg gilt als ein Pionier der Virologie.